# Resolutie 2259 Veiligheidsraad Verenigde Naties
Resolutie 2259 van de Veiligheidsraad van de Verenigde Naties werd op 23 december 2015 met unanimiteit aangenomen door de VN-Veiligheidsraad. Middels deze resolutie sprak de Veiligheidsraad zijn steun uit aan het akkoord dat de twee concurrerende regeringen in Libië hadden bereikt over de vorming van een regering van nationale eenheid.

## Achtergrond
Op 15 februari 2011 braken in Libië – in navolging van andere Arabische landen – protesten uit tegen het autocratische regime van kolonel Moammar al-Qadhafi. Deze draaiden uit op een burgeroorlog tussen het regime en gewapende rebellengroepen, die zich gesteund wisten door het merendeel van de internationale gemeenschap, en die, met behulp van NAVO-bombardementen, de bovenhand haalden en een nieuwe regering opzetten. Vervolgens brak echter geweld uit tussen het nieuwe regeringsleger, verscheidene al dan niet door de overheid gesteunde milities, groepen die Qadhafi bleven steunen en islamitische groeperingen. Toen de islamitische partijen de verkiezingen verloren maar weigerden de macht af te staan ontstond een tweede regering.

## Inhoud
Op 17 december 2015, na veertien maanden onderhandelen, hadden de leden van de internationaal erkende Libische regering in het oosten van het land en leden van de schaduwregering in Tripoli een akkoord bereikt over de vorming van een regering van nationale eenheid in Tripoli en een presidentiële raad. De Veiligheidsraad verwelkomde dit akkoord en bedankte Marokko voor de inspanningen die het had geleverd. Milities en gewapende groeperingen in Libië werden aangespoord deze nieuwe internationaal erkende legitieme regering te erkennen. Die regering moest verder haar autoriteit doen gelden over het nationale oliebedrijf en de nationale bank van Libië. Andere landen werden gevraagd de regering bij te staan in de strijd tegen Islamitische Staat en gelieerde groeperingen, die een deel van het grondgebied in handen hadden.

## Verwante resoluties
- Resolutie 2174 Veiligheidsraad Verenigde Naties (2014)
- Resolutie 2214 Veiligheidsraad Verenigde Naties

Lijst ·  2196 ·  2197 ·  2198 ·  2199 ·  2200 ·  2201 ·  2202 ·  2203 ·  2204 ·  2205 ·  2206 ·  2207 ·  2208 ·  2209 ·  2210 ·  2211 ·  2212 ·  2213 ·  2214 ·  2215 ·  2216 ·  2217 ·  2218 ·  2219 ·  2220 ·  2221 ·  2222 ·  2223 ·  2224 ·  2225 ·  2226 ·  2227 ·  2228 ·  2229 ·  2230 ·  2231 ·  2232 ·  2233 ·  2234 ·  2235 ·  2236 ·  2237 ·  2238 ·  2239 ·  2240 ·  2241 ·  2242 ·  2243 ·  2244 ·  2245 ·  2246 ·  2247 ·  2248 ·  2249 ·  2250 ·  2251 ·  2252 ·  2253 ·  2254 ·  2255 ·  2256 ·  2257 ·  2258 ·  2259